# USS Sicily (CVE-118)
«Сісилі» (англ. USS Sicily (CVE-118)) — ескортний авіаносець США часів Другої світової війни типу «Комменсмент Бей».

## Історія створення
Авіаносець «Сісилі» був закладений 23 жовтня 1944 року на верфі «Todd Pacific Shipyards» у Такомі під назвою «Sandy Bay», але пізніше перейменований на «Сісилі». Спущений на воду 14 квітня 1945 року, вступив у стрій 27 лютого 1946 року.

## Історія служби
Після вступу у стрій «Сісилі» ніс службу в Атлантичному океані як протичовновий авіаносець.
На початку 1950 року, з початком Корейської війни, корабель був переведений на Тихий океан, де ніс службу у складі 7-го флоту.
Під час першого походу до берегів Кореї (04.07.1950-05.02.1951) брав участь у підтримці військ на Пусанському плацдармі (08.1950), десантних операціях в Інчхоні (09.1950), Восані (10.1950), прикривав евакуацію з Хиннаму (12.1950).
Під час другого (12.05.1951-12.10.1951) та третього (08.05.1952-04.12.1952) походів авіаносець здійснював протичовнове патрулювання біля західного узбережжя Кореї, завдавав ударів по об'єктах транспортної мережі. Винищувачі зі «Сісилі» збили 1 літак МіГ-15.
За участь у Корейській війні авіаносець був нагороджений п'ятьма Бойовими зірками.
Після закінчення війни авіаносець продовжував нести службу у складі Тихоокеанського флоту.
4 жовтня 1954 року корабель був виведений у резерв. 7 травня 1959 року перекласифікований в авіатранспорт AKV-18.
1 липня 1960 року «Сісилі» був виключений зі списків флоту та проданий на злам.